# European Students’ Union
European Students’ Union (ESU) (pol. Europejska Unia Studentów), wcześniej ESIB – The National Unions of Students in Europe – organizacja zrzeszająca 45 narodowych organizacji związków studentów z 40 krajów przez co jest przedstawicielem ponad 20 milionów studentów. Celem ESU jest reprezentacja i promowanie edukacyjnych, społecznych, ekonomicznych i kulturowych interesów studentów na poziomie europejskim wobec wszystkich liczących się organizacji, w szczególności Unii Europejskiej, Rady Europy i UNESCO. ESU jest konsultantem do Procesu bolońskiego i pełnoprawnym członkiem Europejskiego Forum Młodzieżowego. Jedynym członkiem ESU z Polski jest Parlament Studentów Rzeczypospolitej Polskiej.